# Jake Herbert (Schauspieler)
Jake B. Herbert (* Ende des 20. Jahrhunderts in London, England) ist ein britischer Schauspieler, ein Model und Fotograf.

## Leben
Herbert wurde im Süden Londons geboren, wo er auch aufwuchs. Ab seinem 8. Lebensjahr folgten erste Tätigkeiten im Musiktheater. 2010 schloss er das College ab und arbeitete danach in einem Bürojob. Seit Mitte der 2010er Jahre ist er regelmäßig als Model tätig. So war er unter anderen in Werbespots für Melia Hotels, Kentucky Fried Chicken, Kaufland oder Samsung tätig. Von 2019 bis 2020 wirkte er an dem britischen Fernsehformat Glow Up: Britain’s Next Make-Up Star mit. 2022 übernahm er im B-Horrorfilm Dracula – The Original Living Vampire die männliche Hauptrolle des titelgebenden Graf Dracula.
Herbert ist als Fotograf tätig.

## Filmografie (Auswahl)
- 2019–2020: Glow Up: Britain’s Next Make-Up Star (Fernsehserie, 2 Episoden)
- 2022: Dracula – The Original Living Vampire (Dracula: The Original Living Vampire)

## Theater (Auswahl)
- 2015: Winterstock, Regie: Louis Waymouth
- 2015: AIDA, Regie: Matthew Chandler,  Minack Theatre
- 2017: Elegies for Angels, Punks and Raging Queens, Regie: Rupert Hands,  Charing Cross Theatre